# 阿图尔 (印度)
阿图尔（Atul），是印度古吉拉特邦Valsad县的一个城镇。总人口5356（2001年）。

## 人口
该地2001年总人口5356人，其中男性2821人，女性2535人；0—6岁人口470人，其中男247人，女223人；识字率84.17%，其中男性为88.41%，女性为79.45%。